# Відкрите знання
Відкрите знання — знання, яке кожен може вільно використовувати, перевикористовувати і поширювати без будь-яких правових, суспільних а також технологічних обмежень. Відкрите знання — це набір принципів і методик, які мають стосунок до виробництва і поширення знань у відкритий спосіб. Знання тут потрібно розуміти в широкому сенсі слова, яке включає в себе: дані, контент і загальну інформацію.
Ідея відкритого знання має безпосередній стосунок до відкритого джерела, а Визначення відкритого знання безпосередньо отримане з Визначення відкритого джерела. Відкрите знання можна інтерпретувати як розширений набір, що складається з відкритих даних, відкритого контенту і відкритого доступу з метою підкреслити спільне між цими трьома різними групами.

## Історія
Попри те, що термін, подібно до інших схожих понять, таких як відкриті дані та відкритий контент є відносно новим, але сама ця ідея перебуває у вжитку віддавна. Приміром, одним із найперших друкованих текстів, які збереглись дотепер, є копія буддійської Діамантової сутри, що створена в Китаї близько 868 року, на якій написано: «для всезагального вільного поширення».